# Tuhaň (district de Česká Lípa)
Pour les articles homonymes, voir Tuhaň.
Tuhaň (en allemand : Tuhan bei Dauba) est une commune du district de Česká Lípa, dans la région de Liberec, en République tchèque. Sa population s'élevait à 280 habitants en 2021.

## Géographie
Tuhaň se trouve à 17 km au sud-ouest de Česká Lípa, à 49 km au sud-ouest de Liberec et à 52 km au nord de Prague.
La commune est limitée par Blíževedly au nord, par Dubá à l'est et au sud, par Snědovice au sud-ouest, et par Úštěk à l'ouest.

## Histoire
La première mention écrite du village date de 1352.

## Administration
La commune se compose de six sections :
- Tuhaň
- Dolní Dubová Hora
- Domašice
- Obrok
- Pavličky
- Tuhanec

## Transports
Par la route, Tuhaň se trouve à 13 km de Úštěk, à 25 km de Česká Lípa, à 29 km de Litoměřice, à 68 km de Liberec et à 71 km de Prague.